# Philmont Scout Ranch
Philmont Scout Ranch är en ranch i den bergiga Cimarron, New Mexico, som ägs av Boy Scouts of America (BSA). Det är ett läger där scouter från alla olika delstater i USA, eller ens i världen kan gå på vandringar i bergen. Resorna kan pågå från 7 till 12 dagar. Det finns även andra aktiviteter i Philmont till scouter.

## Historia
Philmont ägdes tidigare av Waite Phillips, en förmögen olje industriman tills han gav Philmont till Boy Scouts of America 1938. Vid den tidpunkt då Phillips gav landet till BSA, var Philmont känd som "Philturn Rocky Mountain Scout Camp." Namnet "Philturn" kommer från efternamnet Phillips, och även från BSA:s engelska slogan "do a good turn daily". Namnet ändrades senare till det nuvarande namnet, Philmont Scout Ranch.